# Диджериду
Диджериду́ (англ. didjeridoo или didgeridoo; оригинальное название [yidaki]) — амбушюрный духовой музыкальный инструмент аборигенов Австралии. Один из старейших духовых инструментов в мире. Разновидность натуральной трубы, на которой методом передувания извлекают звуки натурального звукоряда.

## Название и этимология
Среди аборигенов северной Австралии существует множество названий для этого инструмента, ни одно из которых не напоминает слово «диджериду». Некоторые учёные решили оставить местные названия для традиционных инструментов, что было одобрена общественными организациями аборигенов, однако в повседневных разговорах двуязычные аборигены часто используют слово «диджериду», заменяя этим словом название инструмента в их традициях.
Слово «диджериду» считается ономатопеическим словом западного изобретения. Ранние появления слова включают появление в 1919 году в газете «Smith’s Weekly», где инструмент упоминается как «адский диджерри», который «продуцирует лишь один звук — (голосовое) диджерри, диджерри, диджерри, и т. д.». Слово также появилось в 1919 году в «Australian National Dictionary», газете «The Bulletin» в 1924 году и в работах Герберта Бейсдоу в 1926 году.
Противоречиво другое объяснение происхождения слова, согласно которому «диджериду» является искажением фразы на ирландском языке dúdaire dubh либо dúidire dúth. Dúdaire/dúidire — существительное, которое может означать, в зависимости от контекста, «трубач», «хуммер», «крунер», «длинношеий человек», «подслушивающий» или «цепной курильщик», в то время как dubh означает «чёрный», а «dúth» — «местный» или «коренной».
Слово yiḏaki (иногда произносимое как yirdaki) — одно из самых используемых названий инструмента, хотя в строгом смысле, слово используется для специфического типа инструмента, сделанного и используемого народностью йолнгу (англ. Yolngu people), проживающими в Арнем-Ленд. 
Существует большое количество других названий для диджериду. Ниже описаны самые известные:
| Народ       | Местность             | Название          |
| ----------- | --------------------- | ----------------- |
| Энинтиляква | Грут-Айленд           | ngarrriralkpwina  |
| Йолнгу      | Арнем-Ленд            | Mandapul (Yidaki) |
| Гаппапуги   | Арнем-Ленд            | Yiraka            |
| Джинан      | Арнем-Ленд            | Yirtakki          |
| Ивайдя      | Полуостров Кобург     | artawirr          |
| Jawoyn      | Катрин                | Gunbarrk          |
| Какутю      | Какаду                | garnbak           |
| Нгарлума    | Рюборн                | Kurmur            |
| Наилнаил    | Кимберли              | ngaribi           |
| Уаррэй      | Аделаида              | bambu             |
| Мэйалай     | Аллигатор Риверс      | martba            |
| Pintupi     | Центральная Австралия | paampu            |
| Аранда      | Алис-Спрингс          | Ilpirra           |

## История
Инструмент диджериду тесно вплетён в мифологию австралийских аборигенов, где он представляет из себя образ радужной змеи Юрлунгур. Игра на нём сопровождает ритуалы корробори и способствует вхождению в транс. Уникальность диджериду как музыкального инструмента состоит в том, что обычно он звучит на одной ноте (так называемый «дрон», или гудение). При этом инструмент обладает очень большим диапазоном тембра — сравниться с ним может только человеческий голос, варган, и отчасти орган.
С конца XX века на диджериду начали играть западные музыканты (например, Софи Лаказ, Jamiroquai).
Большое применение диджериду получил в электронной и эмбиент-музыке. Стив Роуч одним из первых применил диджериду в эмбиенте и учился на нём играть в течение многих путешествий по Австралии в 1980-х годах. В 1992 году Aphex Twin использовал звучание диджериду в танцевальной композиции «Didgeridoo», которая стала хитом британских танцполов.

## Устройство

### Классические диджериду
Традиционно диджериду изготавливаются после того, как в засушливый период термиты выедят мягкую сердцевину эвкалипта, образуя внутри ствола полость. Австралийские аборигены находят такие стволы, срубают, выбивают из них труху и изготавливают мундштук из пчелиного воска. Сам инструмент часто раскрашивают или покрывают изображениями тотемов племени. Длина инструментов варьируется от 1 до 2,5—3 м.

### Модификации
Современные диджериду очень разнообразны. Существуют инструменты как с постоянным диаметром трубы, так и расширяющиеся от мундштука к раструбу, а также спиралевидные диджериду и диджебоксы.
Отдельным классом идут так называемые диджерибоны — сочетания диджериду и тромбона. Диджерибон изобрёл популярный австралийский музыкант Чарли МакМахон, известный своими экспериментами по смешиванию звучания диджериду с современной музыкой. Инструмент состоит из двух трубок, одна из которых вложена в другую по принципу телескопического механизма. Такая модификация позволяет во время игры менять длину и, как следствие, тональность звука. Диджерибоны изготавливают из пластика или алюминия и раскрашивают в чёрный, жёлтый и красный цвета, традиционные для австралийских аборигенов.
Менее распространённые модификации:
- Keyed Didgeridoo — диджериду, оснащённый системой клапанов наподобие саксофона, изобретённый исполнителем Грэхэмом Виггинсом.
- Multidrone Didgeridoo, особенность которого заключается в особом строении канала[12]. У него очень узкая, длинная и постоянная по диаметру мундштучная часть, и длинный, также постоянный по диаметру раструб. Мундштук имеет особую овальную форму, благодаря которой губы получают большую свободу в движениях, их можно расслабить сильнее, чем при игре на обычном диджериду. За счёт этого инструмент издаёт сразу несколько основных дронов, и звучание приобретает мелодичность. Играть на таких диджериду достаточно сложно, требуется освоение дополнительных навыков. Инструмент изобрёл американский исполнитель Уильям Торен (англ. William Thoren).
- Didjflute — диджериду с отверстиями как у флейты. Звук инструмента невыразителен, но в отличие от диджерибона, позволяет наигрывать довольно сложные мелодии.

## Техника игры

### Особенности инструмента
По технике исполнения диджериду можно разделить на три категории:
- для медленной, медитативной игры (тональности си, до, ре);
- для быстрой, ритмичной игры (тональности фа и соль);
- универсальные — как для медленной, так и для быстрой игры (тональность ми).

### Звукоизвлечение
Извлечение звука при игре на диджериду происходит за счёт вибрации губ исполнителя, вызывающей колебание воздушного столба внутри канала. В процессе звукоизвлечения участвуют также щеки, язык, гортань и диафрагма.
Диджериду звучит только на одной ноте (основной тон или дрон), но обладает чрезвычайно богатым спектром обертонов (высокочастотные призвуки, по которым человеческое ухо различает тембр). Тон инструмента определяется его длиной и конфигурацией внутреннего канала. Приведём пример для прямолинейного диджериду, имеющего постоянный диаметр. Чем инструмент длиннее и уже, тем тон ниже, и наоборот — чем он короче и шире, тем тон выше. В процессе игры основной тон можно повышать или понижать на 0,5—2 тона, сильнее или слабее сжимая губы, уменьшая или увеличивая при этом силу выдоха. Степень варьирования тона зависит как от параметров самого инструмента, так и от мастерства исполнителя.

### Непрерывное дыхание
При игре на диджериду применяется техника непрерывного (циркулярного, циклического) дыхания: для достижения непрерывного звучания вдох делается одновременно с выдохом. Добиться этого проще всего за счёт сжатия надутых щёк в момент вдоха. Щёки выполняют роль «мешка», аккумулирующего воздух и поддерживающего давление, необходимое для извлечения звука. Перекрыв поступление воздуха из лёгких, исполнитель может на короткое время продолжить вибрацию губ, уменьшая объём этого «мешка». Как раз в этот миг и делается быстрый, резкий вдох.

### Приёмы игры
Одним из основных приёмов игры является использование так называемых «передувов». Во время попыток извлечь свой первый дрон у новичков иногда непроизвольно получается высокий, громкий звук, как у горна или трубы. Это происходит из-за чрезмерно напряжённых губ. При правильной технике передувы извлекаются быстро и коротко, расставляя акценты и образуя ритмическую составляющую.
Помимо этого очень важную роль играет язык. В процессе игры положение языка можно изменять, выделяя обертоны, однако в основном он используется для исполнения различных ритмов. 

## Диджериду и медицина
Доктор Мило Пулан и его коллеги из Цюрихского университета в 2005 году опубликовали итоги исследования, где показали, что игра на диджериду, благодаря тренировке верхних дыхательных путей, способствует прекращению храпа, снимает дневную сонливость и предотвращает апноэ во время сна. В 2017 году за эту работу авторам присудили шнобелевскую антипремию.

## Известные исполнители и группы

### Сольные исполнители
- Залем Деларбр (Франция) — при игре использует технику битбокса и звуковые эффект-процессоры. Один из основоположников французского стиля вобблинг[16].
- Ондрей Смейкал[17] (Чехия) — при игре использует диджериду размером до 4 метров с широкими раструбами, что позволяет ему создавать глубокое звучание и воспроизводить более широкий спектр обертонов, чем это возможно на типовых инструментах. Сочетает диджериду с электронной музыкой разных направлений: от брейкбита и техно до транса и эмбиента.

### Диджериду в России
- Диджериду в своей музыкальной практике используют московские этно-группы Токэ-Ча и ZmeiRaduga[18].
- На диджериду играет Аркадий Шилклопер[19].
- Диджериду используется во многих композициях группы Hidden Tribe из Санкт-Петербурга. Участник группы Никита Малов был одним из организаторов первого российского фестиваля диджериду «Июники»[20].